# Alpamayo (berg)
Alpamayo (Quechua Allpamayu, ook Shuyturahu) is een 5.947 meter hoge berg in Peru, die deel uitmaakt van de bergketen Cordillera Blanca in de Andes.
De berg is gevormd als een steile piramide en heeft twee toppen, gescheiden door een smalle richel. De berg is genoemd naar het dorp Alpamayo
In juli 1966 werd de Alpamayo tot "mooiste berg ter wereld" verkozen door de Duitse blad Alpinismus.